# FC 가그라
FC 가그라(조지아어: საფეხბურთო კლუბი გაგრა, 영어: FC Gagra)는 트빌리시를 연고로 하는 조지아의 축구 클럽이다. 현재는 조지아의 2부 축구 리그인 에로브눌리리가 2에 참가하고 있다.

## 성적
- 우마글레시리가 우승 1회 (2011)
- 조지아 슈퍼컵 우승 1회 (2012)
- 피르벨리리가 우승 2회 (2008, 2011), 3위 2회 (2006, 2007)

## 선수 명단

### 현역
참고: FIFA 자격 규정에 따라 소속된 국가대표팀 국기를 표시합니다. 선수는 복수의 FIFA 비회원국 국적을 가지고 있을 수 있습니다.
| 번호 | 포지션 | 국적 | 이름                |
| ---- | ------ | ---- | ------------------- |
| 18   | MF     | 말리 | 압두라마네 울로구엠 |

| 번호 | 포지션 | 국적 | 이름            |
| ---- | ------ | ---- | --------------- |
| 22   | DF     |      | 페드루 보르지스 |

### 역대
틀:FC 가그라 선수 명단